# Badr ad-Din Lulu

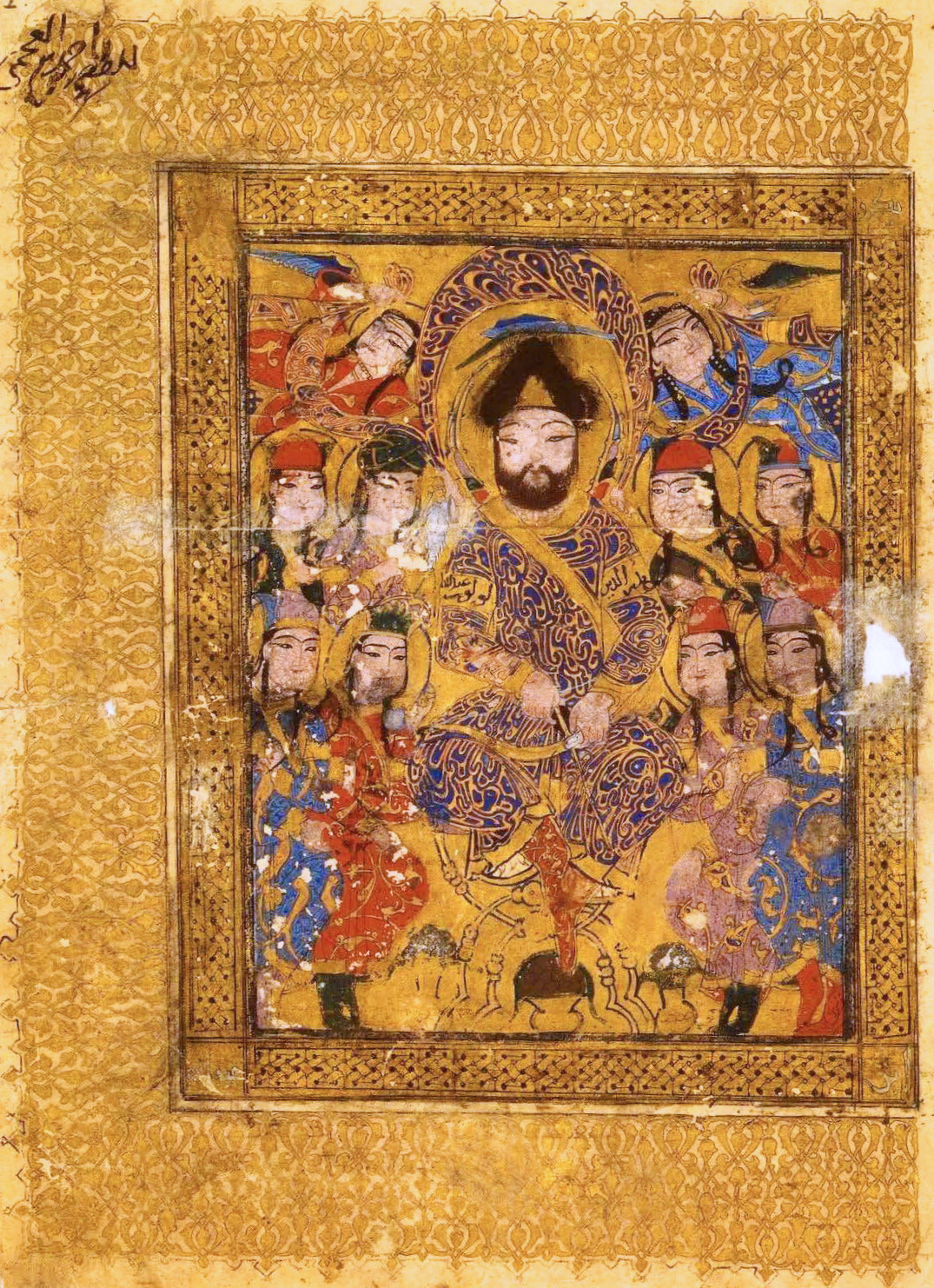
Dedikationsbild einer Ausgabe des Liederbuchs des Abū l-Faradsch al-Isfahānī aus dem 13. Jahrhundert. Auf den beschrifteten Ärmelbändern (ṭirāz) des dargestellten Herrschers ist der Name von Badr ad-Din Lulu zu lesen.

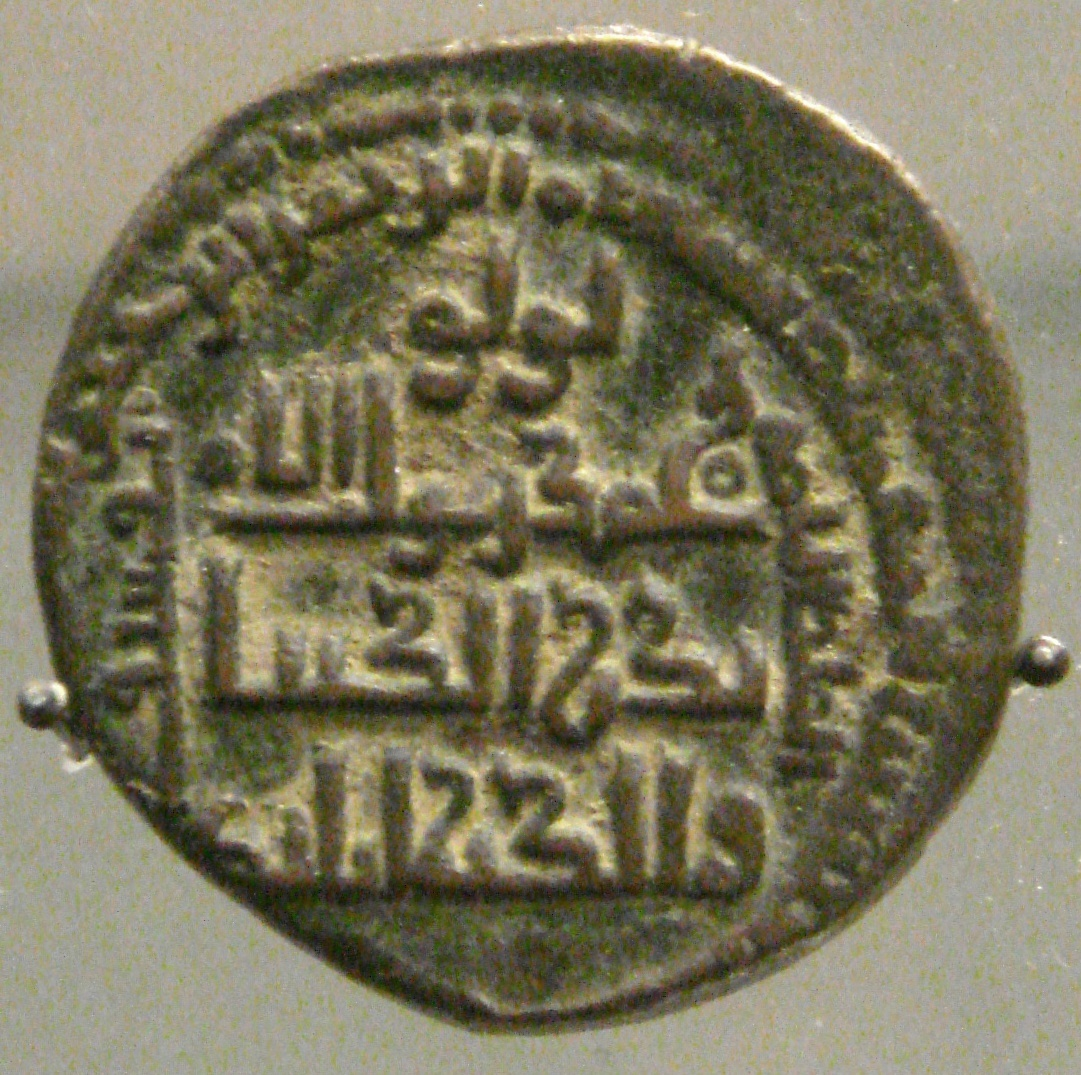
Münze des Badr al Din Lulu aus Mossul (British Museum).

Badr ad-Din Lulu (arabisch بدر الدين لؤلؤ, DMG Badr ad-Dīn Luʾluʾ; † 1259) war der Atabeg der letzten Zengiden von Mossul und nach deren Erlöschen 1234 bis zu seinem Tod auch der Alleinherrscher dieser Stadt.
Lulu („Perle“) war ein gebürtiger Armenier und bereits als Kind in die Sklaverei an den Zengidenemir von Mossul verkauft wurden. Als Militärsklave (mamlūk) ist er unter dem Emir Arslan Schah I. in eine hohe politische Position aufgestiegen, die ihm nach dessen Tod 1211 faktisch die ungeteilte Herrschergewalt als Atabeg für dessen Söhne zufallen ließ. Nachdem 1234 auch der letzte Zengide Mahmud ohne Erben gestorben war, konnte Lulu die Herrschaft unangefochten weiterführen. Von dem zu Bagdad residierenden Kalifen ist er offiziell als Herrscher (al-Malik al-Rahim) anerkannt wurden. Sein Herrschaftsgebiet umfasste in etwa den heutigen Nordirak, das er gegen die syrischen Ayyubiden und die Rum-Seldschuken verteidigen konnte. Ab den 1230er Jahren lehnte er sich an die im mittleren Osten neu aufziehende Macht der Mongolen an und unterwarf sich schließlich dem Ilchan Hülegü, der 1258 in das Zweistromland einmarschiert ist.
Nach Lulus Tod 1259 unternahm sein Sohn Ismail mit Hilfe der ägyptischen Mamluken den Versuch, Mossul aus der Oberherrschaft der Mongolen zu befreien, was allerdings in der Zerstörung der Stadt mündete.
Lulu hatte in Mossul eine rege Bautätigkeit betrieben und war ein Patron der Künste und Wissenschaft. Zu seinen Protegés gehörte auch der berühmte Geschichtsschreiber Ibn al-Athīr († 1233), der seine Universalgeschichte (al-Kāmil fī ʾt-tarīch) vermutlich im Auftrag Lulus verfasst hat.

## Quelle
- Ibn al-Athīr, al-Kāmil fī ʾt-taʾrīkh, in: RHC, Historiens Orientaux, Bd. 2.1 (1887), S. 129–131, 133–140, 142f, 151, 153.
- Ibn al-Athīr, Taʾrīkh ad-daulah al-atābakīyah mulūk al-Mauṣil, in: RHC, Historiens Orientaux, Bd. 2.2 (1876), S. 362, 373–374.
- Abu’l-Fida, Mukhtassartaʾrikh al-Bashar, in: RHC, Historiens Orientaux, Bd. 1 (1872), S. 86, 91, 98, 115, 120, 128, 138.